# Jiří Mucha
 (novembre 2024).
Si vous disposez d'ouvrages ou d'articles de référence ou si vous connaissez des sites web de qualité traitant du thème abordé ici, merci de compléter l'article en donnant les références utiles à sa vérifiabilité et en les liant à la section « Notes et références ».
Pour les articles homonymes, voir Mucha.
Jiří Mucha (12 mars 1915 - 5 avril 1991) était un auteur tchèque de nouvelles autobiographiques et d'études sur le travail de son père, le peintre Alfons Mucha.

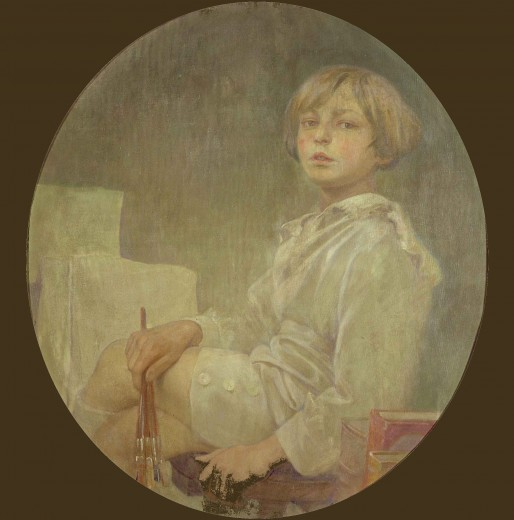
Portrait de Jiří Mucha enfant, par Alfons Mucha

## Biographie
Né à Prague, il était à Paris lorsque, selon les accords de Munich, l'Allemagne nazie occupe Prague en septembre 1938 et transforme son pays en un protectorat.
Il rentre à Prague à la mort de son père en juillet 1939, mais reçoit l'autorisation de retourner à Paris comme correspondant de guerre, ce qui lui permet de rallier le Royaume-Uni, pour se joindre à la Royal Air Force (RAF) et travailler pour le gouvernement tchèque en exil.
Il revient à Prague en 1947 mais en 1948 le nouveau gouvernement communiste l'arrête pour avoir servi dans l'armée britannique. Après cinq ans de détention, il est relâché en 1953, se consacre à l'écriture et aux publications sur l'art de son père, et fuit le système totalitaire. Il vit à Paris lorsque la « révolution de velours » met fin à ce système : l'ouverture du rideau de fer lui permet de rentrer à Prague où il meurt deux ans plus tard, en 1991.
Il a épousé la compositrice Vítězslava Kaprálová (photo non légendée de l'infobox) décédée prématurément en 1940 à Montpellier, puis Geraldine Thomsen, elle aussi compositrice, d'origine écossaise, dont il aura un fils en 1948. Il a eu une fille hors mariage, Jarmila Mucha, née le 21 juillet 1950, de Vlasta Plocková. Par acte du 1er juin 1988, il lui octroya « le seul et exclusif droit de créer de la joaillerie et des objets ou des projets des objets dérivés et basés sur les dessins de mon père Alphonse Mucha ».
Il reste essentiellement connu pour le travail biographique concernant son père. Parmi ses écrits, on trouve (en tchèque) :
- Spálená setba
- Studené slunce
- Podivné lásky

En français:
- Lieutenant Knap, Editions de la Sixaine, 1946
- Au seuil de la nuit, paru aux éditions de l'Aube, qui retrace sa rencontre et son bref mariage avec Vítězslava Kaprálová.

Il est inhumé au cimetière de Vyšehrad, à quelques mètres de la tombe de son père.